# Capillaria plica
El gusano de la vejiga del perro (Capillaria plica) es un nematodo parásito que se encuentra con mayor frecuencia en la vejiga urinaria y, ocasionalmente, en los riñones de perros y zorros. También se ha encontrado en el gato doméstico y en varios mamíferos salvajes.  Su presencia no suele producir ningún síntoma clínico, pero en algunos casos provoca hematuria (sangre en la orina), cistitis (inflamación de la vejiga urinaria) o dificultad para orinar.

## Taxonomía y descripción
Esta especie fue descrita originalmente en 1819, y se llamó Capillaria plica. En 1982, se sugirió que C. plica se transfiriera al género Pearsonema (Freitas & Mendonça 1960), como Pearsonema plica.
Actualmente, ambos nombres se utilizan en la literatura con una frecuencia aproximadamente igual. Por ejemplo, las búsquedas en la base de datos PubMed realizadas el 22 de noviembre de 2008 arrojaron el mismo número de coincidencias con fecha de 2000 o posterior utilizando Capillaria plica o Pearsonema plica. 

## Anfitriones y distribución
La capilaria plica se encuentra a menudo en la orina, la vejiga urinaria o los riñones de perros y gatos en América del Norte, Europa, Asia y África. También se ha identificado en la vejiga urinaria y los riñones de varios mamíferos salvajes en América del Norte y Europa: 
- Tejón americano (Taxidea taxus; Norteamérica),
- visón americano (Mustela vison; en poblaciones presentadas europeas),
- oso pardo (Ursus arctos; Rusia),
- coyote (Canis latrans; Norteamérica),
- tejón europeo (Meles meles; Europa),
- visón europeo (Mustela lutreola; Europa),
- marta pescadora (Martes pennanti; Norteamérica),
- lince (Lynx lynx; Lituania),
- marta americana (Martes americana; Norteamérica),
- musaraña enmascarada (Sorex cinereus; Norteamérica),
- musaraña del norte de cola corta (Blarina brevicauda; Norteamérica),
- mapache (Procyon lotor; Norteamérica),
- perro mapache (Nyctereutes procyonoides; Europa),
- zorro rojo (Vulpes vulpes; Norteamérica y Europa),
- mofeta (Mephitis mephitis; Norteamérica),
- lobo (Canis lupus; Europa)

## Ciclo de vida
En los perros y gatos, los huevos de Capillaria plica se liberan en la orina del huésped definitivo de los mamíferos. Las larvas del primer estadio (L1) se desarrollan dentro del huevo en 30-36 días. Cuando son consumidas por el huésped intermedio - lombrices de tierra de los géneros Lumbricus o Dendrobaena - las larvas L1 eclosionan en el intestino de la lombriz. Las larvas excavan a través de la pared intestinal y se incrustan en el tejido conectivo de todo el cuerpo de la lombriz. Si el gusano es comido por un mamífero huésped adecuado, las larvas mudan a larvas de segundo estadio (L2), atraviesan la pared intestinal y vuelven a mudar a larvas de tercer estadio (L3). Las L3 son transportadas a través del sistema circulatorio a los glomérulos de los riñones. Desde allí, viajan por el uréter hasta la vejiga urinaria. A los 33 días después de la infección, las larvas del tercer (L3) y cuarto estadio (L4) se encuentran en la vejiga urinaria. Aquí maduran en adultos y se reproducen sexualmente, vertiendo los huevos fertilizados en la orina del huésped a los 60 días de la infección. No se han realizado estudios detallados del ciclo de vida en los huéspedes definitivos de animales salvajes. 

## Tasas de Predominio
Se han reportado tasas de prevalencia de hasta el 50% en huéspedes salvajes y del 76% en perros de criaderos.

## Síntomas clínicos
La mayoría de los animales infectados no presentan síntomas clínicos. En los casos de infestación grave, los síntomas pueden incluir cistitis (inflamación de la vejiga urinaria), proteinuria leve (proteína en la orina) y hematuria (sangre en la orina). También se ha informado de una leve inflamación del uréter.

## Diagnóstico y  tratamiento
El diagnóstico en los casos de hematuria o cistitis se hace encontrando huevos en el sedimento de la orina. Se ha informado de un tratamiento exitoso con levamisol, ivermectina o fenbendazol]